# 下索洛特維諾
48°33′3″N 22°26′38″E / 48.55083°N 22.44389°E
下索洛特維諾（烏克蘭語：Нижнє Солотвино），是烏克蘭的村落，位於該國西部外喀爾巴阡州，由烏日霍羅德區負責管轄，始建於1450年，面積1.08平方公里，2001年人口836，人口密度每平方公里771.93人。